# Dupondiu

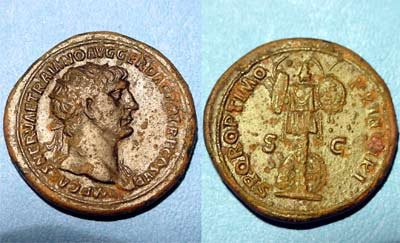
Dupondiu emis în timpul domniei împăratului Traian

Dupondiu (în latină dupondius) este denumirea purtată de o monedă romană din bronz, din perioada imperială.

## Descriere
Dupondiul reprezenta dublul unui as și cântărea aproximativ 13,65 grame. 
Alte surse definesc dupondiu ca monedă din orichalcum (aliaj de cupru-bronz), de aproximativ 12-15 grame, cu un diametru de aproximativ 35 mm, care a fost bătută în perioada sec. III î.e.n. – III e.n. 
În secolul I, cu 1 dupondiu (= 2 ași) se putea cumpăra o franzelă.

## Descoperiri monetare (dupondii) în Dacia
În castrele auxiliare din Dacia au fost găsite 232 de monede dupondiu, ceea ce reprezintă 5,37 % din totalul monedelor descoperite în arealul respectiv. Situația este similară în siturile cu castre de legiune, dar în așezările civile dupondii reprezintă 12,66 % din total. 
Astfel, în așezări rurale din Dacia romană intracarpatică au fost decoperiți o serie de dupondii (forma de plural a termenului latin dupondius):
La Batoș, județul Mureș, un dupondius, emis de Antoninus Pius, la Băla, județul Mureș, un dupondius, emis de Lucius Verus, la Bereni, județul Mureș, 10 dupondii, la Cenade, județul Alba un dupondius, emis de Nerva, la Cheile Turzii un dupondius, emis de Commodus, la Coroisânmărtin, județul Mureș, un dupondius, emis de Maximinus Thrax, la Deda, județul Mureș, un dupondius, emis de Antoninus Pius, în anii 150-151, în Idiciu, județul Mureș, un dupondius, emis probabil din timpul împăratului Gordian al III-lea, în Lunca Târnavei, județul Alba, un dupondius emis în timpul împăratului Traian, între anii 99-117, la Mediaș un dupondius emis în timpul împărătesei Faustina, în Morești, județul Mureș, un dupondius, emis de Antoninus Pius, la Ocna Mureș (Salinae), județul Alba, un dupondiu în timpul împărătesei Faustina, între anii 138-141, la Șerbeni, județul Mureș, un dupondius, emis de Septimius Severus și, în sfârșit, la Țichindeal, județul Sibiu, un dupondius, emis la Roma de către Hadrian în anii 134-138. 